# Verrückt nach Paris
Verrückt nach Paris ist ein Roadmovie von Pago Balke und Eike Besuden aus dem Jahr 2002.

## Handlung
Hilde, Philip und Karl entfliehen dem monotonen Alltag eines Bremer Wohnheimes für Menschen mit Behinderung. Zunächst planen sie nur einen Tagesausflug nach Köln, doch durch einige Verwicklungen gelangen sie schließlich nach Paris. Verfolgt vom Betreuer Enno entwickelt sich mit viel Situationskomik und Selbstironie eine lebenslustige Komödie.

## Filmthema
Der Film beschäftigt sich mit den Themen Wahrnehmung und Selbstdarstellung von Behinderung, Freundschaft und Liebe.

## Darsteller
Die Hauptdarsteller Göttsch, Kleine und Grabski sind seit Jahren im Blaumeier-Atelier, einem Bremer Projekt zur künstlerischen Arbeit mit behinderten Menschen, als Bühnenschauspieler aktiv.

## Kritik
„Eine sympathische Geschichte, dargestellt mit geistig und körperlich Behinderten einer Bremer Theatergruppe, die von bekannten deutschen Schauspielern unterstützt werden. Auch wenn die Figuren von den Behinderten kaum ausgelotet, von den Profis eher hölzern angelegt werden und die Inszenierung oft unbeholfen wirkt, ist der Grundton des Films aufgrund seines unverfälschten Verständnisses und seiner Offenheit bemerkenswert.“

## Auszeichnungen
- 2002: Bernhard-Wicki-Preis des Internationalen Filmfestes Emden, Aurich, Norderney
- 2003: Publikumspreis des Berlin & Beyond Film Festival in San Francisco
- 2003: Special Award der German American Chamber of Commerce in San Francisco
- 2004: Medienpreis Bobby der Lebenshilfe